# 山中伸介

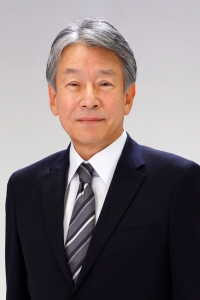
原子力規制委員会より公開された肖像

山中 伸介（やまなか しんすけ、1955年12月21日 - ）は、日本の原子力工学者。国立大学法人大阪大学理事・副学長を経て、原子力規制委員会委員長。

## 人物
兵庫県生まれ。大阪大学で、原子炉重大事故に関連した燃料の安全性研究など一貫して原子力工学、核燃料工学・材料分野の研究に取り組む。
2017年9月、大阪大学を退職し原子力規制委員会委員に就任。2022年9月から同委員長。平成2年4月日本原子力学会奨励賞受賞。平成16年10月大阪大学共通教育賞副賞受賞。平成15年3月日本原子力学会論文賞受賞。
2023年2月、原発の60年超運転を容認する新たな規制制度を、原子力規制委員会委員長として多数決で決定した。
趣味はテニスなどのスポーツ。

## 略歴
- 1955年12月 兵庫県生まれ[3]
- 1979年3月 大阪大学工学部原子力工学科卒業[1]
- 1981年3月  大阪大学大学院工学研究科原子力工学専攻博士前期課程修了[3]
- 1983年
  - 5月 大阪大学大学院工学研究科原子力工学専攻博士後期課程退学[1]
  - 6月 大阪大学工学部助手[2]
- 1989年11月 工学博士修得 大阪大学[2]
- 1994年12月 大阪大学工学部助教授[2]
- 1998年5月 大阪大学大学院工学研究科教授[2]
- 2003年 - 大阪大学フロンティア研究機構機構長補佐、日本原子力学会アクチニドの物性科学研究専門委員会委員長[7]
- 2004年 - 大阪大学フロンティア研究機構副機構長[7]
- 2006年 - 大阪大学大学院工学研究科附属フロンティア研究センター副センター長[7]
- 2010年4月 大阪大学大学院工学研究科附属フロンティア研究センター長[2]
- 2012年 - 日本原子力学会東京電力福島第一原子力発電所事故に関する調査委員会委員[8]
- 2016年
  - 4月 大阪大学大学院工学研究科附属オープンイノベーション教育研究センター長[2]
  - 8月 大阪大学理事・副学長（グローバル連携、学生支援担当）[2]
- 2017年
  - 8月 - 9月 大阪大学大学院工学研究科教授[2]
  - 9月 原子力規制委員会委員[2][9][10]
- 2022年9月 原子力規制委員会委員長[5]